# Élections législatives de 1967 en Seine-et-Marne
Les élections législatives françaises de 1967 se déroulent les 5 et 12 mars 1967.  Dans le département de Seine-et-Marne, cinq députés sont à élire dans le cadre de cinq circonscriptions.

## Élus
| Circonscription | Député sortant                            | Parti | Parti   | Député élu ou réélu | Parti | Parti |
| --------------- | ----------------------------------------- | ----- | ------- | ------------------- | ----- | ----- |
| 1re             | Albert Görge suppléant de Marc Jacquet    |       | UNR-UDT | Marc Jacquet        |       | UD-Ve |
| 2e              | Guy Rabourdin                             |       | UNR-UDT | Guy Rabourdin       |       | UD-Ve |
| 3e              | Bertrand Flornoy                          |       | UNR-UDT | Bertrand Flornoy    |       | UD-Ve |
| 4e              | Roger Pezout suppléant d'Alain Peyrefitte |       | UNR-UDT | Alain Peyrefitte    |       | UD-Ve |
| 5e              | Paul Séramy                               |       | Radsoc  | Didier Julia        |       | UD-Ve |

## Résultats

### Résultats à l'échelle du département
| Parti                                                 | Parti                                                 | Parti                                          | Premier tour | Premier tour | Second tour | Second tour | Sièges |
| Parti                                                 | Parti                                                 | Parti                                          | Voix         | %            | Voix        | %           | Sièges |
| ----------------------------------------------------- | ----------------------------------------------------- | ---------------------------------------------- | ------------ | ------------ | ----------- | ----------- | ------ |
|                                                       |                                                       | Union des démocrates pour la Ve République     | 118 104      | 44,97        | 104 581     | 49,48       | 5      |
| Total Union des républicains de progrès               | Total Union des républicains de progrès               | 118 104                                        | 44,97        | 104 581      | 49,48       | 5           |        |
|                                                       | Parti communiste français                             | Parti communiste français                      | 58 328       | 22,21        | 67 356      | 31,87       | 0      |
|                                                       |                                                       | Section française de l'Internationale ouvrière | 23 640       | 9,00         | 15 582      | 7,37        | 0      |
|                                                       | Parti socialiste unifié                               | 10 642                                         | 4,05         | Retrait      | Retrait     | 0           |        |
|                                                       | Convention des institutions républicaines             | 7 782                                          | 2,96         | Retrait      | Retrait     | 0           |        |
| Total Fédération de la gauche démocrate et socialiste | Total Fédération de la gauche démocrate et socialiste | 42 064                                         | 16,01        | 15 582       | 7,37        | 0           |        |
|                                                       |                                                       | Centre démocrate                               | 37 375       | 14,23        | 23 831      | 11,28       | 0      |
| Total Progrès et démocratie moderne                   | Total Progrès et démocratie moderne                   | 37 375                                         | 14,23        | 23 831       | 11,28       | 0           |        |
|                                                       | Extrême droite                                        | Extrême droite                                 | 4 195        | 1,60         |             |             | 0      |
|                                                       | Modérés                                               | Modérés                                        | 2 590        | 0,99         |             |             | 0      |
|                                                       |                                                       |                                                |              |              |             |             |        |
| Inscrits                                              | Inscrits                                              | Inscrits                                       | 328 193      | 100,00       | 273 335     | 100,00      | 5      |
| Abstentions                                           | Abstentions                                           | Abstentions                                    | 59 343       | 18,08        | 55 003      | 20,12       |        |
| Votants                                               | Votants                                               | Votants                                        | 268 850      | 81,92        | 218 332     | 79,88       |        |
| Blancs et nuls                                        | Blancs et nuls                                        | Blancs et nuls                                 | 6 194        | 2,3          | 6 982       | 3,2         |        |
| Exprimés                                              | Exprimés                                              | Exprimés                                       | 262 656      | 97,7         | 211 350     | 96,8        |        |

### Résultats par circonscription

#### Première circonscription (Melun)
| Candidat       | Candidat                   | Parti          | Premier tour | Premier tour | Second tour | Second tour |  |
| Candidat       | Candidat                   | Parti          | Voix         | %            | Voix        | %           |  |
| -------------- | -------------------------- | -------------- | ------------ | ------------ | ----------- | ----------- |  |
|                | Marc Jacquet sortant réélu | UD-Ve          | 28 016       | 44,9         | 30 040      | 49,34       |  |
|                | Paul d'Étienne             | PCF            | 13 328       | 21,36        | 21 544      | 35,39       |  |
|                | Jacques Roynette           | PSU (FGDS)     | 10 642       | 17,06        | Retrait     | Retrait     |  |
|                | Pierre Lespiat             | CD (PDM)       | 10 407       | 16,68        | 9 300       | 15,27       |  |
|                |                            |                |              |              |             |             |  |
| Inscrits       | Inscrits                   | Inscrits       | 78 438       | 100,00       | 78 426      | 100,00      |  |
| Abstentions    | Abstentions                | Abstentions    | 14 636       | 18,66        | 16 248      | 20,72       |  |
| Votants        | Votants                    | Votants        | 63 802       | 81,34        | 62 178      | 79,28       |  |
| Blancs et nuls | Blancs et nuls             | Blancs et nuls | 1 409        | 2,21         | 1 294       | 2,08        |  |
| Exprimés       | Exprimés                   | Exprimés       | 62 393       | 97,79        | 60 884      | 97,92       |  |

#### Deuxième circonscription (Chelles)
| Candidat       | Candidat                    | Parti          | Premier tour | Premier tour | Second tour | Second tour |  |
| Candidat       | Candidat                    | Parti          | Voix         | %            | Voix        | %           |  |
| -------------- | --------------------------- | -------------- | ------------ | ------------ | ----------- | ----------- |  |
|                | Guy Rabourdin sortant réélu | UD-Ve          | 24 050       | 41,24        | 28 548      | 50,7        |  |
|                | Gérard Bordu                | PCF            | 17 826       | 30,56        | 27 757      | 49,3        |  |
|                | Robert Jaeger               | SFIO (FGDS)    | 8 551        | 14,66        | Retrait     | Retrait     |  |
|                | Maurice Gérard              | CD (PDM)       | 5 307        | 9,1          |             |             |  |
|                | Guy de Veulle               | Modérés        | 2 092        | 3,59         |             |             |  |
|                | Marcel Imbembo              | Modérés        | 498          | 0,85         |             |             |  |
|                |                             |                |              |              |             |             |  |
| Inscrits       | Inscrits                    | Inscrits       | 72 773       | 100,00       | 72 760      | 100,00      |  |
| Abstentions    | Abstentions                 | Abstentions    | 13 189       | 18,12        | 14 045      | 19,3        |  |
| Votants        | Votants                     | Votants        | 59 584       | 81,88        | 58 715      | 80,7        |  |
| Blancs et nuls | Blancs et nuls              | Blancs et nuls | 1 260        | 2,11         | 2 410       | 4,1         |  |
| Exprimés       | Exprimés                    | Exprimés       | 58 324       | 97,89        | 56 305      | 95,9        |  |

#### Troisième circonscription (Meaux)
| Candidat       | Candidat                       | Parti          | Premier tour | Premier tour | Second tour | Second tour |  |
| Candidat       | Candidat                       | Parti          | Voix         | %            | Voix        | %           |  |
| -------------- | ------------------------------ | -------------- | ------------ | ------------ | ----------- | ----------- |  |
|                | Bertrand Flornoy sortant réélu | UD-Ve          | 23 826       | 48,31        | 28 259      | 61,02       |  |
|                | Raymonde Renard                | PCF            | 9 897        | 20,07        | 18 055      | 38,98       |  |
|                | Yvette Roudy                   | CIR (FGDS)     | 7 782        | 15,78        | Retrait     | Retrait     |  |
|                | Jean Schuhler                  | CD (PDM)       | 6 156        | 12,48        |             |             |  |
|                | Robert Perrotin                | Extrême droite | 1 659        | 3,36         |             |             |  |
|                |                                |                |              |              |             |             |  |
| Inscrits       | Inscrits                       | Inscrits       | 62 983       | 100,00       | 62 983      | 100,00      |  |
| Abstentions    | Abstentions                    | Abstentions    | 12 393       | 19,68        | 14 049      | 22,31       |  |
| Votants        | Votants                        | Votants        | 50 590       | 80,32        | 48 934      | 77,69       |  |
| Blancs et nuls | Blancs et nuls                 | Blancs et nuls | 1 270        | 2,51         | 2 620       | 5,35        |  |
| Exprimés       | Exprimés                       | Exprimés       | 49 320       | 97,49        | 46 314      | 94,65       |  |

#### Quatrième circonscription (Provins)
|                | Alain Peyrefitte sortant réélu | UD-Ve          | 26 699 | 58,51  |  |  |  |
|                | Jean Séjourné                  | PCF            | 9 526  | 20,87  |  |  |  |
|                | Guy de Carmoy                  | SFIO (FGDS)    | 6 873  | 15,06  |  |  |  |
|                | Philippe Luyt                  | Extrême droite | 2 536  | 5,56   |  |  |  |
|                |                                |                |        |        |  |  |  |
| Inscrits       | Inscrits                       | Inscrits       | 54 821 | 100,00 |  |  |  |
| Abstentions    | Abstentions                    | Abstentions    | 8 065  | 14,71  |  |  |  |
| Votants        | Votants                        | Votants        | 46 756 | 85,29  |  |  |  |
| Blancs et nuls | Blancs et nuls                 | Blancs et nuls | 1 122  | 2,4    |  |  |  |
| Exprimés       | Exprimés                       | Exprimés       | 45 634 | 97,6   |  |  |  |

#### Cinquième circonscription (Fontainebleau)
| Candidat       | Candidat            | Parti          | Premier tour | Premier tour | Second tour | Second tour |  |
| Candidat       | Candidat            | Parti          | Voix         | %            | Voix        | %           |  |
| -------------- | ------------------- | -------------- | ------------ | ------------ | ----------- | ----------- |  |
|                | Didier Julia élu    | UD-Ve          | 15 513       | 33,02        | 17 734      | 37,06       |  |
|                | Paul Séramy sortant | CD (PDM)       | 15 505       | 33           | 14 531      | 30,37       |  |
|                | Victor Prudhomme    | SFIO (FGDS)    | 8 216        | 17,49        | 15 582      | 32,57       |  |
|                | Bernard Ridoux      | PCF            | 7 751        | 16,5         | Retrait     | Retrait     |  |
|                |                     |                |              |              |             |             |  |
| Inscrits       | Inscrits            | Inscrits       | 59 178       | 100,00       | 59 166      | 100,00      |  |
| Abstentions    | Abstentions         | Abstentions    | 11 060       | 18,69        | 10 661      | 18,02       |  |
| Votants        | Votants             | Votants        | 48 118       | 81,31        | 48 505      | 81,98       |  |
| Blancs et nuls | Blancs et nuls      | Blancs et nuls | 1 133        | 2,35         | 658         | 1,36        |  |
| Exprimés       | Exprimés            | Exprimés       | 46 985       | 97,65        | 47 847      | 98,64       |  |